# Bickley (Londyn)
Bickley – dzielnica Londynu, w Wielkim Londynie, leżąca w gminie Bromley. Leży 15,8 km od centrum Londynu. W 2011 roku dzielnica liczyła 15 098 mieszkańców.